# Nino Martoglio
Nino Martoglio, né le 3 décembre 1870 à Belpasso et mort le 15 septembre 1921 à Catane, est un réalisateur, scénariste, écrivain, dramaturge et poète italien.

## Biographie

### Poésie
Fils de journaliste, Luigi et de Vincenza Zappalà Aradas, enseignante en école élémentaire, Martoglio est envoyé à 14 ans en Ecole de Marine, où il obtient à 19 ans le diplôme de « Capitaine aux longs-cours ». Plus attiré par le métier de journaliste, il entre à la Rédaction de la Gazzetta di Catania, journal fondé par son père. Il fonde en 1899, à seulement 19 ans, un hebdomadaire humoristique et satirique, rédigé en partie en sicilien, intitulé D'Artagnan, dans lequel il publie toutes ses poésies, pour une grande partie rassemblées par la suite dans le recueil Centona et appréciées par Giosuè Carducci surtout pour le réalisme des descriptions des beautés du paysage caractéristique de la Sicile.

### Théâtre
Puis il se consacra au théâtre. En 1901 il créa la compagnie dramatique Siciliana, à laquelle participèrent notamment Giovanni Grasso, Virginia Balistrieri, Giacinta Pezzana et Totò Majorana, avec le dessein de mieux faire connaitre en Italie le théâtre dialectal sicilien. En 1903 ils se produisirent avec succès à Milan. 
Dès la saison 1907-1908 il devient directeur de la formation conduite par Angelo Musco, avec lequel il établit une collaboration artistique fructueuse, soit en faisant découvrir des jeunes auteurs (Rosso di San Secondo, avec son œuvre Madre de 1908), soit avec plusieurs comédies de sa plume, parmi lesquelles San Giovanni decollato (1908) et L'aria del continente (1910). 
En 1910 il crée à Rome la première infrastructure du Teatro Minimo à proximité du Teatro Metastasio, mettant en scène des œuvres du théâtre italien et étranger, dont les premières œuvres théâtrales de Luigi Pirandello (Lumie di Sicilia (Cédrats de Sicile) et La morsa, toutes deux de 1913). Avec Luigi Pirandello il écrivit A Vilanza (La balance), et Cappidazzu paga tuttu. 
En 1918 il fonda sa dernière compagnie théâtrale, la Compagnia del Teatro Mediterraneo, active jusqu'en 1920.

### Cinéma

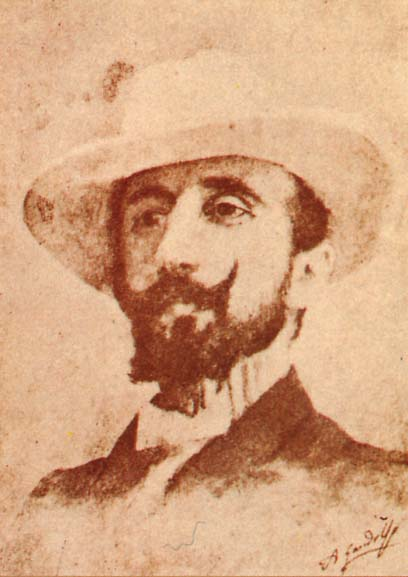
Portrait de Nino Martoglio par Antonino Gandolfo.

Dès 1913 il se consacra également au cinéma, en produisant pour son entreprise Morgana Films de Rome et en réalisant quatre film, tous perdus : Le Roman (it) avec Carmine Gallone et Soava Gallone, le film d'aventure Capitan Blanco adapté de son drame Il palio dont les prises en plein air ont été tournées en Libye, puis Teresa Raquin (1915) adapté du drame homonyme d'Émile Zola, et enfin le film sur lequel repose toute la notoriété de Martoglio, le célèbre Perdus dans les ténèbres (Sperduti nel buio) 1914), adapté du drame de Roberto Bracco, l'une des premières œuvres réalistes du cinéma italien, considérée par la critique comme un précurseur du néoréalisme et qui inspira un remake en 1947 (réalisé par Camillo Mastrocinque avec Vittorio De Sica).
L'œuvre de Martoglio est caractérisée par son vérisme et la beauté des paysages ainsi que par la juxtaposition de la richesse et de la pauvreté. Il fut le chantre des luxueux palais aristocratiques, des cafés luxueux de la fin du XIXe siècle et des ruelles bondées. Sa réputation demeura pratiquement intacte jusque dans les années 1930, durant lesquelles nombre de ses œuvres furent adaptées pour le grand écran, devenu entre-temps sonore.

### Fin de vie
Il disparut tragiquement à l'âge de 51 ans dans un accident d'ascenseur à l'hôpital de Catane où il était venu rendre visite à son fils malade. Les circonstances de cet accident restent floues, car la zone de l'hôpital où le corps a été retrouvé était encore en construction.
Ses deux filles, Vincenza et Angela, conservent un fonds rassemblant tous ses manuscrits.

## Filmographie partielle

### En tant que réalisateur
- 1913 : Le Roman (it) (Il romanzo)
- 1913 : Il gomitolo nero - également scénariste
- 1913 : Le Saut du loup (it) (Il salto del lupo) - également scénariste
- 1914 : Capitan Blanco (it) - également scénariste
- 1914 : Perdus dans les ténèbres (Sperduti nel buio) - également scénariste et monteur
- 1915 : Teresa Raquin - également scénariste

### Films adaptés de ses pièces
- 1917 : San Giovanni decollato (it) de Telemaco Ruggeri (de sa pièce éponyme ; également scénarisé par Martoglio)
- 1935 : L'aria del continente (it) de Gennaro Righelli avec Angelo Musco (de sa pièce éponyme)
- 1939 : Il marchese di Ruvolito de Raffaello Matarazzo (de sa pièce éponyme)
- 1939 : Troppo tardi t'ho conosciuta (it) d'Emanuele Caracciolo (de sa pièce Il Divo)
- 1940 : Totò, apôtre et martyr (San Giovanni decollato) d'Amleto Palermi avec Totò (de sa pièce éponyme)
- 1943 : Sempre più difficile de Piero Ballerini et Renato Angiolillo (de sa pièce Sua Eccellenza di Falcomarzano)

## Publications

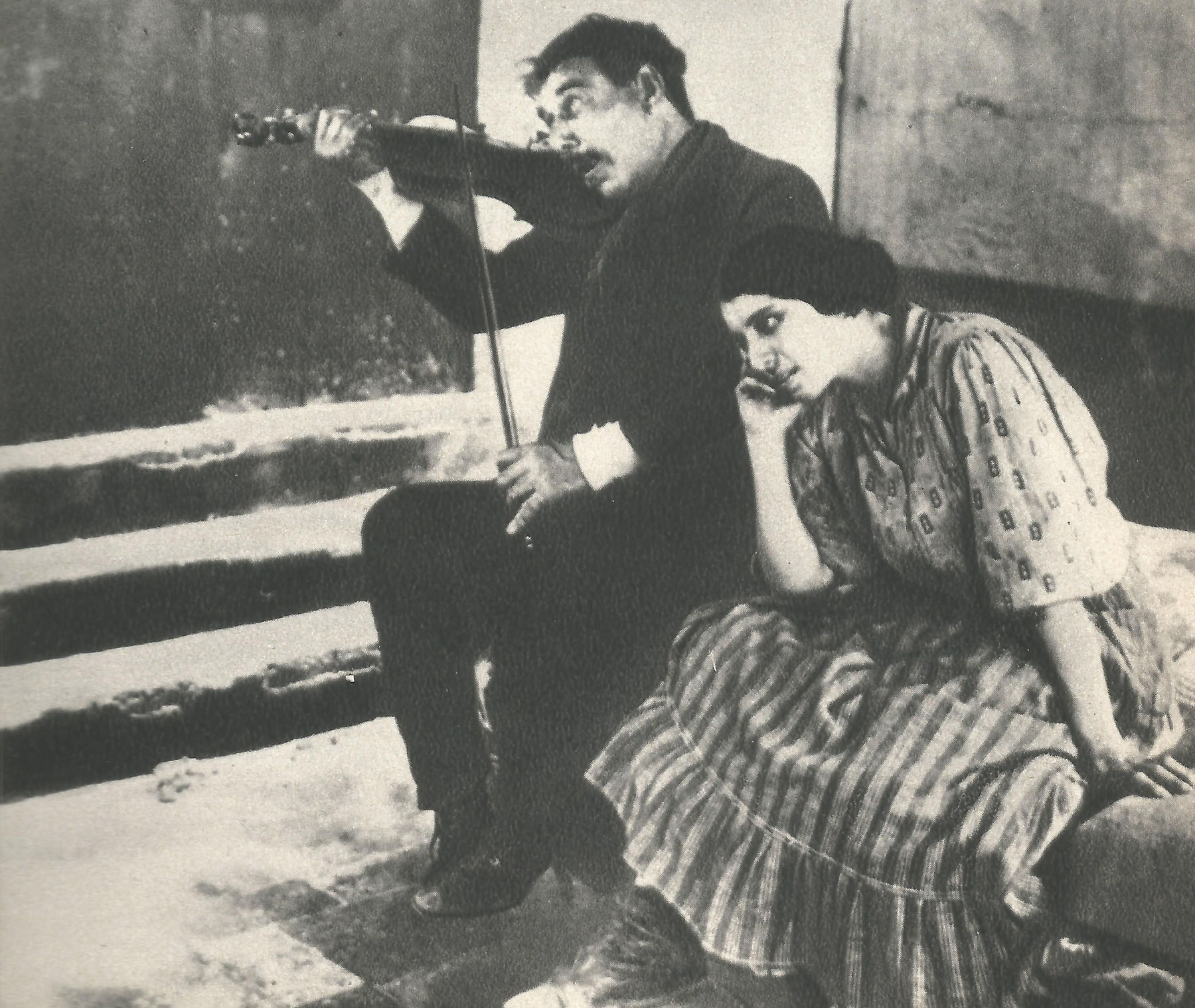
Une scène de Sperduti nel buio, 1914

- A' tistimunianza. Sonetti, Catania, Giannotta, 1890.
- O'scuru o'scuru. Album di sonetti siciliani sulla 'maffia', Catania, Galati, 1895.
- Centona. Cinquanta sonetti nella parlata catanese, Catania, Di Mattei, 1899.
- La Triplici Allianza. Smafiri di Mastru Cuncettu lu Tamburineri. Polimetro bernesco nella parlata catanese, Catania, Russo, 1899.
- Centona. Raccolta completa di versi siciliani, Catania, Giannotta, 1907.
- Opere complete, Palermo, Reber, 1913.

I, Centona. Raccolta completa di poesie siciliane, riveduta e corretta con l'aggiunta di componimenti inediti.
II, Teatro dialettale.
II.1, Nica; I Civitoti in pretura.
II.2, San Giuvanni Decullatu, Voculanzicula (L'altalena).
- Centona. Raccolta completa di poesie siciliane con l'aggiunta di alcuni componimenti inediti di guerra, Catania, Giannotta, 1918.
- Teatro dialettale siciliano, Catania, Giannotta, 1918-1923.

I, Nica; Turbine; I civitoti in pretura, Catania, Giannotta, 1919.
II, U paliu (Il palio); Taddarita (La nottola); Capitan Seniu, Catania, Giannotta, 1920.
III, San Giuvanni decullato; Scuru, Catania, Giannotta, 1921.
IV, Voculanzicula (L'altalena); L'aria del continente, Catania, Giannotta, 1918.
V, U' riffanti; L'arte di Giufà, Catania, Giannotta, 1920.
VI, Sua eccellenza; U contra, Catania, Giannotta, 1921.
VII, 'A vilanza; Cappiddazzu paga tuttu, con Luigi Pirandello, Catania, Giannotta, 1922.
VIII,  Il marchese di Ruvolito; Annata ricca massaru cuntentu, Catania, Giannotta, 1923.
- Sua eccellenza di Falcomarzano. Tre episodi della commedia d'un diplomatico, Milano, Treves, 1921.
- Versi di Gaetano Emanuel Calì, Nutturna (in RE minuri). Serenata siciliana per pianoforte, Firenze, Mignani, 1921.
- Centona. Raccolta completa di poesie siciliane, con l'aggiunta di alcuni componimenti inediti e di una prefazione di Luigi Pirandello, Catania, Giannotta, 1924.
- Dialoghi popolari, I, Lu matrimoniu 'ntra la Civita, Catania, Giannotta, 1931.
- Riutura, Palermo, Il Vespro, 1978.
- Pirandello, Martoglio. Carteggio inedito, Milano, Pan, 1980.
- Cose di Catania. La seconda Centona, Catania, Tringale, 1983.
- I rapporti di messer Rana e messer Rapa, Misterbianco, LOPLOP, 1985.
- La Divina commedia di don Procopio Ballaccheri, Messina, EDAS, 1986.
- D'Artagnan. Giornale serio-umoristico-illustrato, diretto da, Catania-Acireale, Società di storia patria per la Sicilia orientale-Bonanno, 1992.
- Tutto il teatro, 2 voll., Roma, Grandi tascabili economici Newton, 1996.
- Rarità teatrali di Nino Martoglio, Catania, Gruppo d'arte Sicilia teatro, 2004.
- Don Procopio Cicerone per le strade di Catania, Catania, Associazione culturale Teatropoli, s.d..

### Chronologie
- Nica (1903), 4 actes

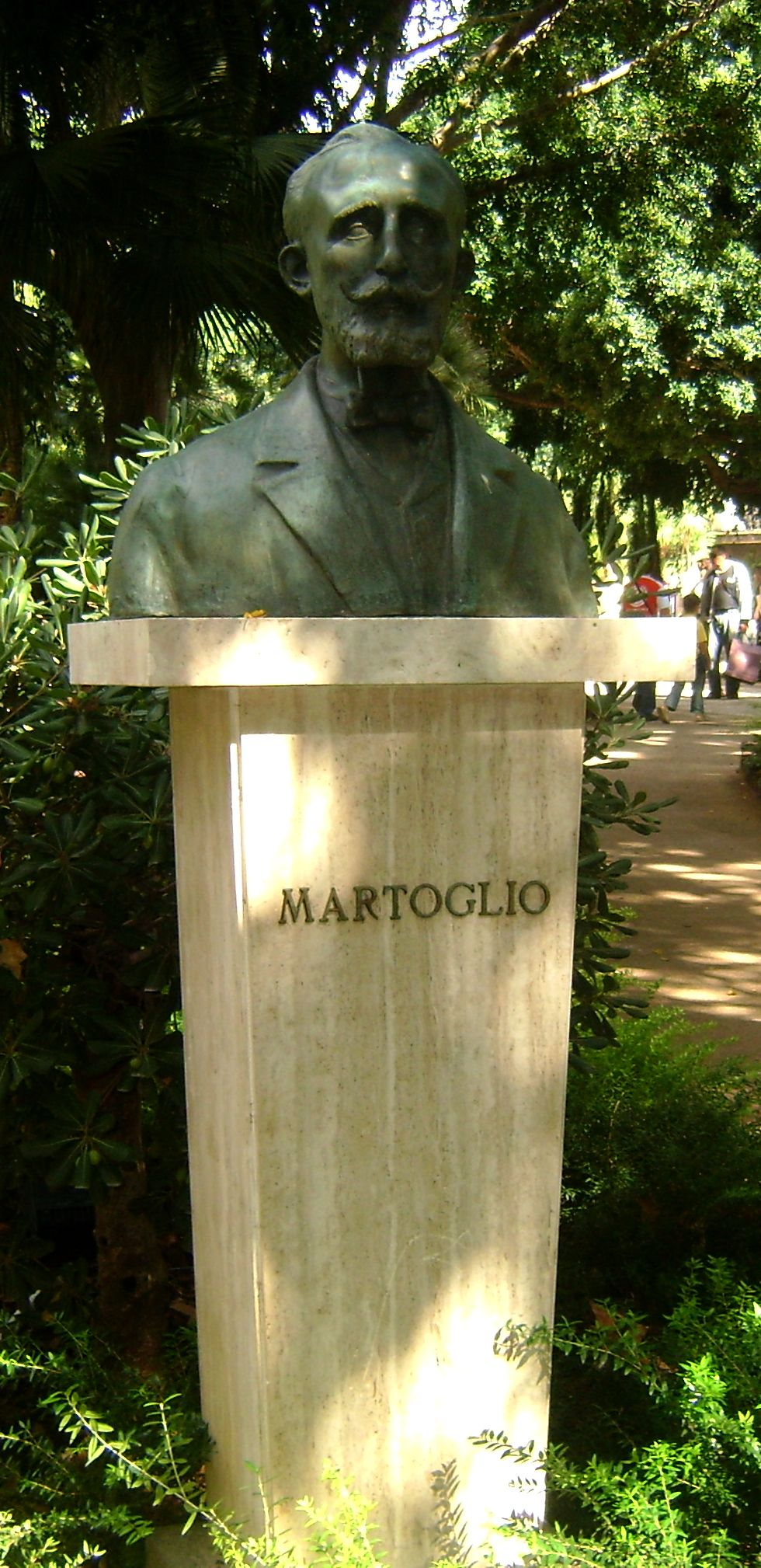
Stèle de Nino Martoglio aux jardins Bellini, Catania

- I civitoti in pretura (1903), 1 acte
- Sara (1904), 1 acte
- Turbine (1905), 1 acte
- Il salto del lupo (1906), 3 actes
- Capitan Blanco (1906), 4 actes
- 'U paliu (1906), 4 actes
- La sua famiglia (1907), 3 actes
- San Giuvanni Decullatu (1908), 3 actes
- L'ultimo degli Alagona (1908), 3 actes
- Riutura (1911), 1 acte
- Voculanzicula (1912), 3 actes
- Il divo (1912), 3 actes
- Punto a croce e nodo piano (1912), 1 acte
- Salto di barra (1912), 1 acte
- Capitan Senio (1912), 2 actes
- Passo Luparo (1912), 1 acte.
- L'aria del continente (1915), 3 actes
- 'U Riffanti (1916), 3 actes
- L'arte di Giufà (1916), 3 actes
- Scuru (1917), 3 actes.
- Cappiddazzu paga tuttu (1917), 3 actes, avec Luigi Pirandello.
- 'A vilanza (1917), 3 actes, avec Luigi Pirandello.
- 'U contra (1918), 3 actes
- Sua eccellenza di Falcomazzano (1918), 3 actes
- Taddarita (1919), 1 acte
- Sua eccellenza (1919), 3 actes
- Il marchese di Ruvolito (1920), 3 actes.
- Annata ricca massaru cuntentu (1921), 2 actes